# Ute Steindorf
Ute Steindorf (26 agosto 1957) è un'ex canottiera tedesca.

## Palmarès

### Olimpiadi
- 1 medaglia:
  - 1 oro (Mosca 1980 1976 nel due senza)

### Mondiali
- 2 medaglie:
  - 2 ori (Amsterdam 1977 nell'otto; Bled 1979 nel due senza)